# Steve Shields
Stephen Charles Shields (* 19. Juli 1972 in Toronto, Ontario) ist ein ehemaliger kanadischer Eishockeytorwart. Während seiner Karriere spielte er zwischen 1995 und 2006 für die Buffalo Sabres, San Jose Sharks, Mighty Ducks of Anaheim, Boston Bruins, Florida Panthers und Atlanta Thrashers in der National Hockey League.

## Karriere
1990 trat Steve Shields der University of Michigan bei und spielte vier Jahre für das Eishockeyteam der University of Michigan. Dort erhielt er mehrere Auszeichnungen, so wurde er von der Central Collegiate Hockey Association (CCHA) zweimal in das Allstar-Team gewählt. Zum Ende seiner Zeit auf der Universität führte er die ewigen Bestenlisten der CCHA und der NCAA in Siegen an.
Beim NHL Entry Draft 1991 wurde Shields von den Buffalo Sabres in der fünften Runde an insgesamt 101. Position ausgewählt. Ab 1994 spielte er zunächst in den Farmteams der Sabres, zuerst bei den South Carolina Stingrays in der East Coast Hockey League und danach auch bei den Rochester Americans in der American Hockey League. Im Dezember 1995 absolvierte er seine ersten zwei Einsätze in der National Hockey League. Doch auf seine nächsten Einsätze in der höchsten Spielklasse musste er über ein Jahr warten. In derselben Saison gewann er mit den Rochester Americans den Calder Cup.
In der Saison 1996/97 stieg er zur Nummer 2 hinter Dominik Hašek auf und im Januar 1997 durfte Shields für die Sabres endlich wieder auf das Eis. Er kam in der Saison auf 13 Spiele, konnte jedoch nur drei davon gewinnen. Während der Play-offs verletzte sich Hasek und Shields sprang für ihn ein und erreichte die zweite Runde. 1997/98 war er erneut der Back-up-Goalie von Dominik Hasek.
Im Sommer 1998 wurde Shields von den Sabres zu den San Jose Sharks transferiert. Dort hatte er mit Mike Vernon wieder einen sehr erfahrenen Torhüter vor sich, doch dank seiner guten Leistungen bestritt er 37 Spiele. Er kam auf 15 Siege und hatte damit nur einen Sieg weniger als Vernon, der zwölf Spiele mehr absolviert hatte.
1999/2000 nahm Steve Shields die Position als Stammtorhüter ein, nachdem Mike Vernon das Team im Dezember 1999 verließ. Shields Back-up-Goalie war Jewgeni Nabokow. In den Playoffs schafften es die Sharks bis in die zweite Runde, doch dort war Endstation.
Zu Beginn der Saison 2000/01 verletzte sich Shields und Nabokow übernahm den Posten im Tor. Shields musste sich wieder mit der Position als Nummer 2 zufriedengeben. Im März 2001 wurde er von den Sharks zu den Mighty Ducks of Anaheim transferiert. Doch nach nur zwei Tagen in Anaheim hatte er sich eine Verletzung in der Schulter zugezogen. Da er operiert werden musste, fiel er für den Rest der Saison aus.
Die Saison 2001/02 bestritt er als Back-up-Goalie von Jean-Sébastien Giguère. Shields kam 33 Mal zum Einsatz, konnte aber nur neun Siege gegenüber 20 Niederlagen verbuchen. Bereits nach einem Jahr in Anaheim wurde er zu den Boston Bruins abgegeben. Shields bildete für einen Teil der Saison 2002/03 mit John Grahame und für den anderen Teil mit Jeff Hackett ein Torhüter-Team. Doch auch die Boston Bruins musste er schon nach einem Jahr verlassen und wurde zu den Florida Panthers transferiert, wo er die Nummer 2 hinter Roberto Luongo war.
Die NHL-Saison 2004/05 fiel wegen des Lockout aus und Steve Shields nutzte die Zeit, um eine Pause einzulegen. Im Oktober 2005 sollte der Spielbetrieb in der NHL wieder beginnen, doch Shields’ Vertrag in Florida wurde nicht verlängert. Im September luden ihn die Mighty Ducks of Anaheim ins Trainingscamp ein, wo er jedoch nicht überzeugen konnte. Erst Mitte Oktober erhielt er einen Vertrag in der AHL bei den Chicago Wolves, dem Farmteam der Atlanta Thrashers. Nachdem sich Kari Lehtonen und Mike Dunham, die Torhüter aus dem NHL-Team der Thrashers verletzt hatten, erhielt Shields einen Vertrag bei den Thrashers und kam fünf Mal zum Einsatz. Doch er konnte nicht überzeugen. Hinzu kamen Verletzungen, die dazu führten, dass er nicht mehr in der NHL zum Einsatz kam.
Im Sommer 2006 lief sein Vertrag aus und er musste sich wieder ein neues Team suchen. Erst sehr spät erhielt er einen Vertrag in der AHL bei den Houston Aeros. Doch auch in Houston lief es nicht wie gewünscht. Er kam nur einmal für zehn Minuten zum Einsatz und kassierte gleich drei Gegentreffer. Am 29. November 2006 wurde er von den Houston Aeros entlassen. Zwei Monate später erhielt er Ende Januar einen Probevertrag bei Linköpings HC in der schwedischen Elitserien. Nach zwei Wochen musste er Linköpings wieder verlassen.

## Erfolge und Auszeichnungen
- 1996 Calder-Cup-Gewinn mit den Rochester Americans
- 1999 Seagate Technology „Sharks Player of the Year“ Award (gemeinsam mit Mike Vernon)

## NHL-Statistik
(Legende zur Torhüterstatistik: GP oder Sp = Spiele insgesamt; W oder S = Siege; L oder N = Niederlagen; T oder U oder OT = Unentschieden oder Overtime- bzw. Shootout-Niederlage; Min. = Minuten; SOG oder SaT = Schüsse aufs Tor; GA oder GT = Gegentore; SO = Shutouts; GAA oder GTS = Gegentorschnitt; Sv% oder SVS% = Fangquote; EN = Empty Net Goal; 1 Play-downs/Relegation; Kursiv: Statistik nicht vollständig)